# Wightia declivirostris
Wightia declivirostris es la única especie conocida del género Wightia de pterosaurio pterodactiloideo tapejárido, que vivió a principios del período Cretácico, durante el Barremiano, en lo que hoy es Europa. Fue descubierto en la formación Wessex de la Isla de Wight (de donde toma su nombre), Inglaterra y nombrado por Martill et al., 2020.

## Descubrimiento y denominación
El paleontólogo aficionado John Winch descubrió un hocico de pterosaurio en la costa este de Wight, cerca del acantilado de Yaverland Point en Sandown, en una capa de restos de plantas fósiles. En 2020, la especie tipo Wightia declivirostris fue nombrada y descrita por David Michael Martill, Mick Green, Roy Smith, Megan Jacobs y John Winch. El nombre genérico Wightia proviene de la Isla de Wight en Inglaterra, donde se encontró el fósil. El nombre específico significa "pico inclinado" en latín, de declivis, "inclinado hacia abajo", y rostrum, "hocico", en referencia a la torsión del hocico típica en tapejáridos.
El holotipo, IWCSM. 2020. 401, se encontró en una capa de la formación Wessex que data de Barremiano. Consiste en premaxilares parciales emparejados, que carecen de la punta del hocico y se rompen en la parte posterior antes del borde frontal de la fenestra nasoantorbitalis. El fósil está ligeramente erosionado, comprimido transversalmente y deformado. Es parte de la colección del Museo de Geología de la Isla de Wight (Centro de Visitantes de la Isla Dinosaurio).

## Descripción
La especie se conoce únicamente a partir de premaxilares. Martill et al. indicó algunos rasgos distintivos. La superficie oclusal (paladar) del hocico está perforada solo por un número limitado de orificios en forma de hendidura combinados con una única fila de orificios paralelos cercanos al borde de la mandíbula y colocados muy separados, aproximadamente a un centímetro de apertura. El hocico se anexa en un ángulo de 12°.

## Filogenia
La morfología del margen oclusal sugiere afinidades más cercanas a Sinopterus que con los tapejáridos sudamericanos. Los descriptores ubican a ambos, incluidos Eopteranodon y Huaxiapterus, en una subfamilia recién nombrada de tapejáridos llamada Sinopterinae.

## Paleoecología
Wightia habitaba en el área presentada por la formación Wessex del sur de Inglaterra, en ese momento una llanura aluvial. La formación contiene una gran cantidad de insectos como Dungeyella. Los herbívoros iban desde pequeños mamíferos como Eobaatar, Loxaulax y Yaverlestes hasta ornitópodos, desde el pequeño Hypsilophodon hasta grandes iguanodontes como Mantellisaurus. Los depredadores más grandes de la zona y de la época fueron el espinosáurido Baryonyx y el alosauroide Neovenator, así como el tiranosauroide basal Eotyrannus.
Lo más probable es que Wightia fuera un omnívoro como otros tapejáridos.